# Novembre 1940
Les événements concernant la Seconde Guerre mondiale sont détaillés dans l'article Novembre 1940 (Seconde Guerre mondiale).

## Événements
- En Roumanie, les légionnaires massacrent 60 détenus de la prison de Jilava, ministres, préfets et généraux qui en 1939 avaient sévi contre la Garde de fer.

- 1er novembre : découverte des grottes de Lascaux en Dordogne.

- 3 novembre : les Britanniques débarquent en Crète pour appuyer les Grecs contre l’Italie.

- 5 novembre : réélection de Franklin Delano Roosevelt (D) comme président des États-Unis (54 %).

- 9 novembre, France : dissolution des syndicats nationaux.

- 10 novembre : attaque de Libreville.

- 11 novembre :
  - Destruction de la moitié de la flotte italienne par les bombardiers du HMS Illustrious lors de la bataille de Tarente : trois cuirassés, deux croiseurs et de nombreux navires secondaires sont détruits. Les Fairey Swordfish de la Fleet Air Arm coulent ou endommagent gravement des navires de la flotte italienne, démontrant ainsi la prépondérance des porte-avions sur les navires de surface.
  - Commémoration de la victoire du 11 novembre 1918 : des étudiants et des lycéens manifestent à l’arc de triomphe pour célébrer l’Armistice de 1918, et se heurtent à une sévère répression de la part des autorités allemandes. Les universités sont fermées.
  - Un blizzard fait 144 morts dans le mid-west américain.

- 12 novembre :
  - Négociations Hitler-Molotov à Berlin ; échec de celles-ci.
  - Félix Éboué, un Antillais, devient le premier gouverneur général noir de l’Afrique-Équatoriale française. Il recommande aux administrateurs coloniaux d’accorder davantage de responsabilités aux chefs coutumiers et de leur témoigner plus de respect. Il limite le travail forcé, crée un statut pour les « notables évolués » (exemption de travail obligatoire, avantages fiscaux, etc.), attribue à des Africains certains postes administratifs jusque-là réservés aux Européens et érige plusieurs villes africaines (Fort-Lamy, Libreville et Bacongo, un quartier de Brazzaville) au statut de « communes ».

- 13 novembre : rencontre entre Adolf Hitler et Francisco Franco à Hendaye.

- 14 novembre :
  - Raids aériens allemands sur Coventry.
  - Ralliement du Gabon.

- 14 - 15 novembre : opération Mondscheinsonate.

- 15 novembre : environ 450 000 Juifs sont emmurés dans le ghetto de Varsovie (307 hectares).

- 20 novembre : le Royaume de Hongrie et le Royaume de Roumanie adhèrent à l'Axe Rome-Berlin-Tokyo et au pacte tripartite.

- 24 novembre : la Slovaquie adhère au pacte tripartite.

- 25 novembre :
  - publication du premier numéro du journal résistant français Liberté de François de Menthon.
  - premier vol du prototype du bombardier rapide britannique De Havilland DH.98 Mosquito;
  - premier vol du bombardier américain Martin B-26 Marauder.

- 27 novembre :
  - L’historien roumain Nicolae Iorga, ancien ministre, est mis à mort dans la forêt de Strejnicu. L’opinion publique est choquée et Antonescu fait connaître sa désapprobation.
  - Bataille du cap Teulada.

## Naissances
- 4 novembre : Marlène Jobert, actrice française.
- 5 novembre : Laurent Akran Mandjo, Prélat catholique ivoirien († 25 août 2020).
- 7 novembre : Antonio Skármeta, écrivain chilien d'origine croate († 15 octobre 2024).
- 8 novembre : Charles T. Kowal, astronome américain.
- 13 novembre : Cho Seon-jak, auteur sud-coréen.
- 15 novembre : Sam Waterston, acteur et producteur américain.
- 16 novembre : Garcimore, illusionniste et humoriste espagnol († 18 avril 2000).
- 19 novembre : Joss Flühr, actrice néerlandaise.
- 22 novembre :
  - Terry Gilliam, acteur, scénariste et réalisateur de cinéma américain.
  - Andrzej Żuławski, réalisateur, scénariste et écrivain polonais.
- 25 novembre : Reinhard Furrer, spationaute allemand († 9 septembre 1995).
- 27 novembre : Bruce Lee, acteur et maître en arts martiaux chinois († 20 juillet 1973).
- 28 novembre : Claude Rault, évêque catholique français, père blanc et évêque de Laghouat (Algérie).
- 29 novembre : Denny Doherty, acteur et compositeur.
- 30 novembre : 
  - Mike Melvill, pilote spatial américain.
  - Pierre Foglia, journaliste canadien († 29 juillet 2025).

## Décès
- 4 novembre : Manuel Azaña y Díaz, homme politique espagnol.
- 9 novembre : Arthur Neville Chamberlain, homme politique britannique.
- 19 ou 22 novembre : Wacław Berent, écrivain, romancier et traducteur polonais. (° 28 septembre 1873).
- 27 novembre : Henri Guillaumet, aviateur français abattu par la chasse italienne.